# Sādhaka
Sādhaka, sādhak o sādhaj (Sánscrito: साधक) es el nombre que se da al aspirante o iniciado en las tradiciones budistas, hindúes, jainíes, tántricas, yóguicas o vajrayana.  Es alguien que sigue una determinada sādhanā, o una forma de vida diseñada para alcanzar la meta del ideal último de uno, ya sea la fusión con la Fuente eterna, el brahmán, o la realización de la propia deidad personal.  La palabra se relaciona con el Sánscrito sādhu, el cual deriva del verbo raíz sādh-, 'cumplir'.  Mientras uno todavía no haya alcanzado la meta, son un sādhaka o sādhak, mientras que uno que ha alcanzado la meta se llama un siddha.  En el uso moderno, el sadhaka se aplica a menudo como un término genérico para cualquier practicante religioso.  En la época medieval se usaba más estrechamente como término técnico para alguien que había pasado por una iniciación específica.